# Baffin-öböl
A Baffin-öböl (Baffin-tenger, angolul: Baffin Bay) az Atlanti-óceán nagy öble (melléktengere) Grönland nyugati partjainál. Az óceántól az Ellesmere-sziget, a Devon-sziget és a Baffin-sziget választja el.
Területe mintegy 530 000 km² (hossza 1130 km, szélessége 110–640 km); közepes mélysége 804 m, legnagyobb mélysége 2414 m. Az Atlanti-óceánhoz délen (a Labrador-tengeren át) a Davis-szoros kapcsolja. A Jeges-tengerrel északnyugaton (a Kanadai-szigetvilágon át) a Lancaster-szoros és a Jones-szoros, északkeleten (a Lincoln-tengeren át) a Kennedy-csatorna köti össze — a Baffin-öbölből a Kennedy-csatornához a  Smith-csatornán (Smith Sound) és a Kane-öblön át juthatunk el.
A Baffin-öböl a 20. század első feléig jelentős bálnavadász hely volt. Az öbölben a hajózást erősen gátolja, hogy áthalad rajta a hideg Labrador-áramlás, ami a jégtorlaszokból és jéghegyekből összeálló, úgynevezett középjeget sodorja dél felé. Ezért az öböl csak nyáron, egy rövid időre jégmentes.